# 奧林匹亞體育場

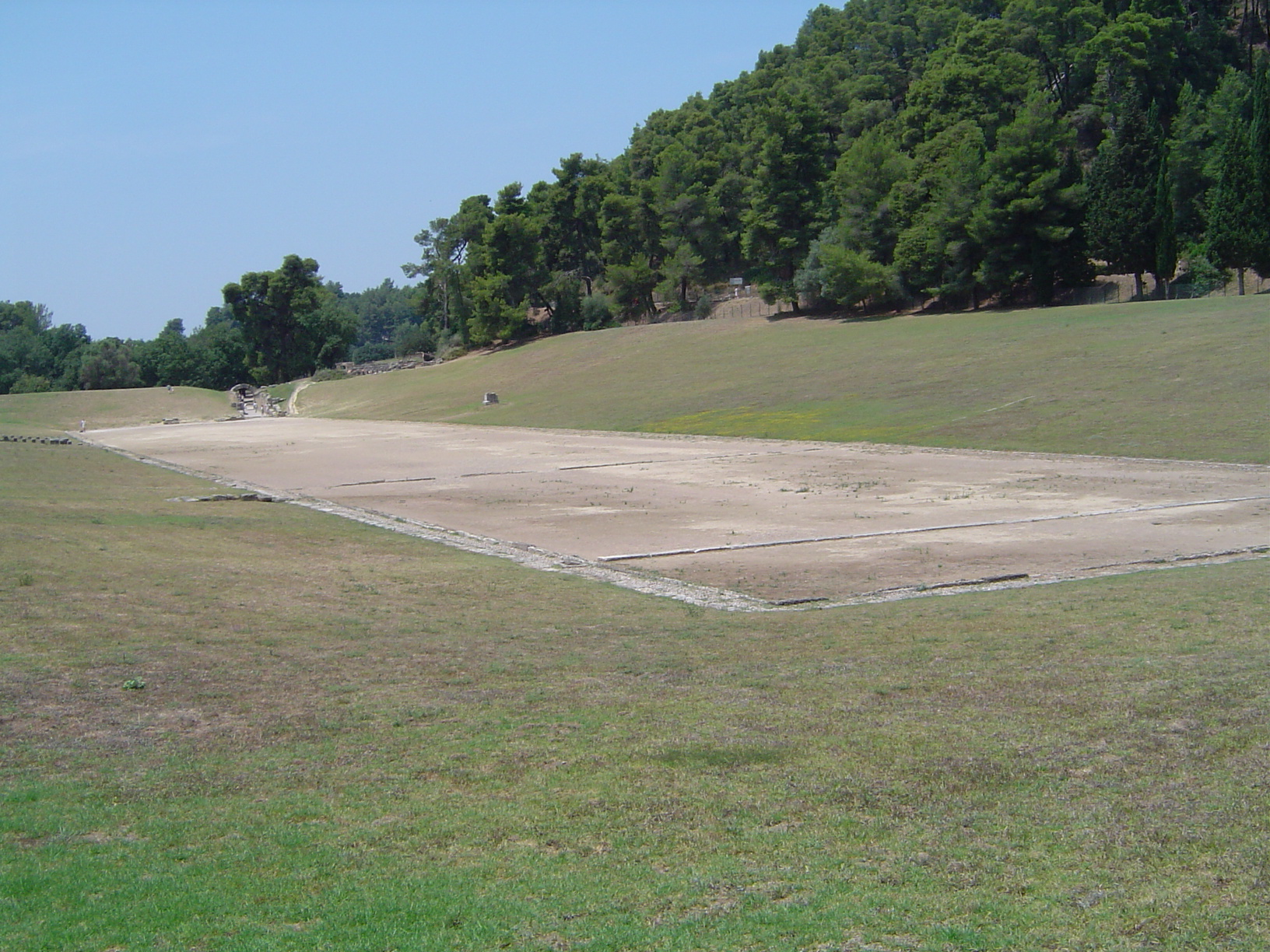
奧林匹亞體育場

奧林匹亞體育場（Stadium at Olympia）是希臘奧林匹亞的一座古代體育場遺址，位於奧林匹亞宙斯神廟東側。這座體育場是古代奧林匹克運動會眾多體育比賽的舉辦場地。2004年奧林匹克運動會期間，這裡是鉛球比賽的舉辦場地。